# Licciana Nardi
Licciana Nardi är en ort och kommun i provinsen Massa-Carrara i regionen Toscana i Italien. Kommunen hade 4 872 invånare (2018).